# ソーキ

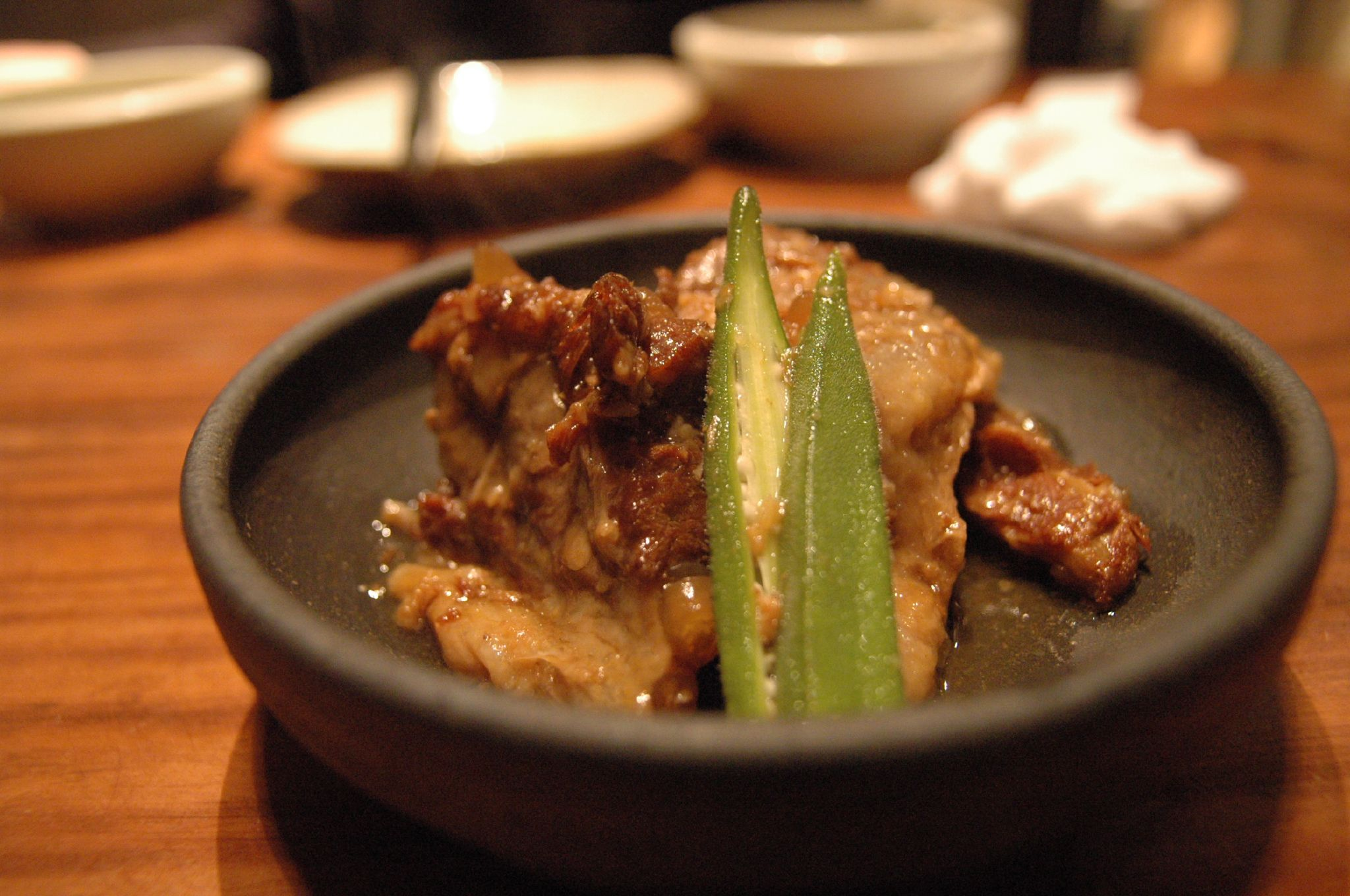
ソーキ

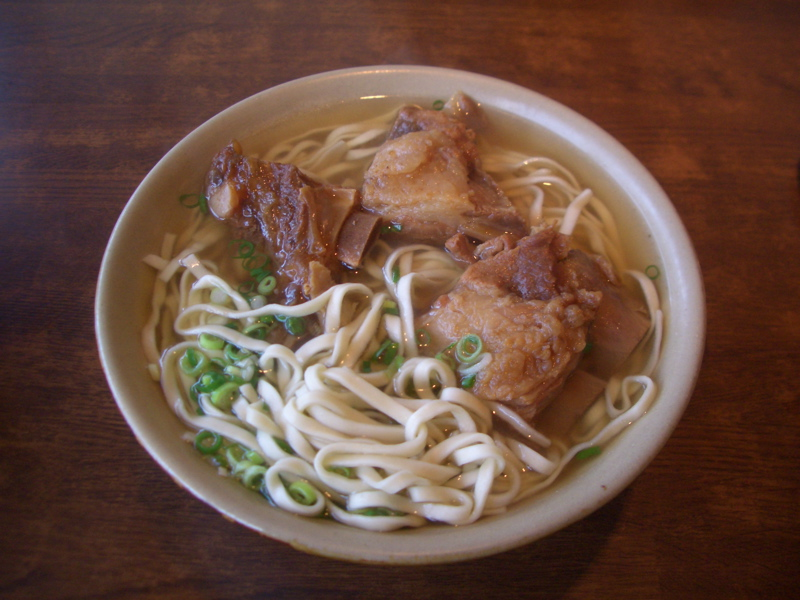
ソーキをのせた沖縄そば

ソーキとは、沖縄における豚の骨付きあばら肉（スペアリブ）のこと。沖縄そば＝ソーキそば、と誤解されやすいが、沖縄そばにソーキ（スペアリブ）を乗せたものが「ソーキそば」であり、ラーメンにおけるチャーシューラーメン（チャーシュー麺）の呼び名に近い関係。ソーキには骨が硬い「本ソーキ」と骨も柔らかな「軟骨ソーキ」があり、沖縄料理店でも店舗によって使う部位が異なる。

## 概要
「ソーキ」とは梳（すき）が変化した言葉で、豚の肋骨が櫛に似た形状であるため、あばら肉もソーキと呼び習わすようになった。骨付きであるため「ソーキ骨（ブニ）」とも呼ばれ、昆布や大根・冬瓜などと煮込んだ汁物「ソーキ汁」にしたり、昆布、大根、豆腐などと共に「煮付け」として食される。
また、沖縄そばの具材としても用いられ、ソーキがのった沖縄そばを「ソーキそば」と呼ぶ。
他にもアメリカ風中華料理の豆豉味噌炒めやケチャップ煮、柔らかく煮込んで下処理したものを焼いた網焼きソーキなど、様々な料理に利用されている。
伝統的な調理法としては、豚あばら肉を水からゆっくり長時間ゆで、煮汁を捨てて肉を洗い、再度新たに醤油、泡盛、黒糖、昆布、鰹だしなどを調合した煮汁で長時間煮込み、味を浸み込ませる。近年では圧力鍋が使用されることも一般的である。
「ソーキそば」に用いる豚あばら肉は、軟骨を含む肉(軟骨ソーキ)を使う場合が多いが、本来は固い骨を含む肉(本ソーキ、いわゆるスペアリブ)を用いる。本ソーキの骨は食べられないが、長時間煮込まれた軟骨は柔らかく、肉と一緒に食べることができる。本ソーキを用いたソーキそばには、骨入れにするための空の椀が添えられていることが多い。